# 롭 라이너
롭 라이너(Rob Reiner, 1947년 3월 6일 ~ )는 미국의 영화 감독, 배우, 제작자이다. 미국의 원로 영화인 칼 라이너(Carl Reiner)가 그의 아버지이다.
1984년 영화 이것이 스파이널 탭이다 감독을 맡으며 첫 데뷔하였다.
대표적으로 1978년 에미상 코미디시리즈연기자 부문, 1987년 토론토국제영화제 관객상, 1993년 제2회 MTV영화제 최고의 영화상 등을 수상하였다. 로맨틱 코미디 영화 해리가 샐리를 만났을 때는 그의 대표작으로 손꼽힌다.

## 작품 목록

### 감독
- 이것이 스파이널 탭이다 (1984)
- 사랑에 눈뜰 때 (1985)
- 스탠 바이 미 (1986)
- 프린세스 브라이드 (1987)
- 해리가 샐리를 만났을 때 (1989)
- 미저리 (1990)
- 어 퓨 굿 맨 (1992)
- 노스 (1994)
- 대통령의 연인 (1995)
- 미시시피의 유령 (1996)
- 스토리 오브 어스 (1999)
- 알렉스 & 엠마 (2003)
- 그녀가 모르는 그녀에 관한 소문 (2005)
- 버킷 리스트: 죽기 전에 꼭 하고 싶은 것들 (2007)
- 플립 (2010)
- 매직 오브 벨 아일 (2012)
- 산타모니카 인 러브 (2014)
- 찰리 되기 (2015)
- LBJ (2016)
- 충격과 공포 (2017)

### 배우
- 스탠 바이 미 (1986)
- 해리가 샐리를 만났을 때 (1989)
- 미저리 (1990)
- 어 퓨 굿 맨 (1992)
- 바이 바이 러브 (1995)
- 스토리 오브 어스 (1999)
- 버킷 리스트: 죽기 전에 꼭 하고 싶은 것들 (2007)
- 플립 (2010)

## 같이 보기
- 시네마스코어